# 严隽永
严隽永（1935年—），男，江苏苏州人，中国无线电电子学家、计算机科学技术专家，曾任中国人民解放军海军工程学院教授。